# AC Milan (Superleague Formula)
AC Milan is een Italiaans racingteam dat deelneemt aan de Superleague Formula. Het team is gebaseerd op de voetbalclub AC Milan dat deelneemt aan de Serie A.

## 2008
In 2008 reed voormalig Formule 1-coureur Robert Doornbos in de auto van AC Milan, dat werd gerund door Scuderia Playteam. Doornbos won 2 races, op de Nürburgring en in Jerez, en behaalde de derde plaats in het kampioenschap. In 2009 keerde Doornbos niet terug, hij ging naar de IndyCar Series.

## 2009
In 2009 werd AC Milan de eerste club die twee voormalige Formule 1-coureurs in zijn auto heeft gehad, de Italiaan Giorgio Pantano, huidig GP2-kampioen, reed dit jaar. Het team werd gerund door Azerti Motorsport. In de eerste race ging het al mis, Giorgio had problemen met de versnellingsbak, waardoor hij als 16e moest starten. AC Milan won wel de tweede race van het seizoen op Magny-Cours.

## 2010
In 2010 rijdt er opnieuw een Nederlander voor de Italiaanse club, namelijk Yelmer Buurman, die de jaren ervoor voor PSV en RSC Anderlecht reed. Ook is er een nieuwe constructeur, namelijk Atech Grand Prix. Op Silverstone wordt Buurman in de eerste race tweede, maar viel in de tweede race uit.